# Gewässerkennzahl (Russland)
Die Gewässerkennziffer (GKZ) ist ein Identifikator, mit dem in Russland alle Gewässer nummeriert werden. Vergeben wird sie vom Staatlichen Gewässerregister (Государственный водный реестр Gossudarstwenny wodny rejestr; ГВР), einer per Anordnung (Nr. 253) der russischen Regierung vom 28. April 2007 gegründeten Einrichtung.
In der Version vom 29. März 2009 sind knapp 150.000 Fließgewässer (Bäche, Flüsse, Kanäle, Gräben) und Stillgewässer (Seen, Stauseen, Teiche) gelistet.